# Sœurdres
Sœurdres (1793 noch mit der Schreibweise Seurdres) ist eine Ortschaft und eine Commune déléguée in der französischen Gemeinde Les Hauts-d’Anjou mit 373 Einwohnern (Stand: 1. Januar 2022) im Arrondissement Segré, im Département Maine-et-Loire und in der Region Pays de la Loire. Die Commune déléguée hat eine Fläche von 15,24 km².
Die Gemeinde Sœurdres wurde am 15. Dezember 2016 mit Brissarthe, Champigné, Cherré, Contigné, Marigné, und Querré zur neuen Gemeinde Les Hauts d’Anjou zusammengeschlossen.

## Geografie
Sœurdres liegt 34 Kilometer nördlich von Angers an der Grenze zum Département Mayenne auf einer Höhe von 65 Metern über dem Meer zwischen den Flusstälern von Mayenne und Sarthe.

## Bevölkerungsentwicklung
| Jahr      | 1962 | 1968 | 1975 | 1982 | 1990 | 1999 | 2008 | 2014 |
| Einwohner | 353  | 365  | 319  | 282  | 282  | 247  | 335  | 390  |

Im Jahr 1836 wurde mit 865 Bewohnern die bisher höchste Einwohnerzahl ermittelt. Die Zahlen basieren auf den Daten von cassini.

## Sehenswürdigkeiten
- Kirche Saint-Jean-Baptiste
- Kapelle Notre-Dame de la Salette
- Lavoir
- Herrenhaus Touche-Moreau, Monument historique[3]
- Herrenhaus Logis des Tuffades

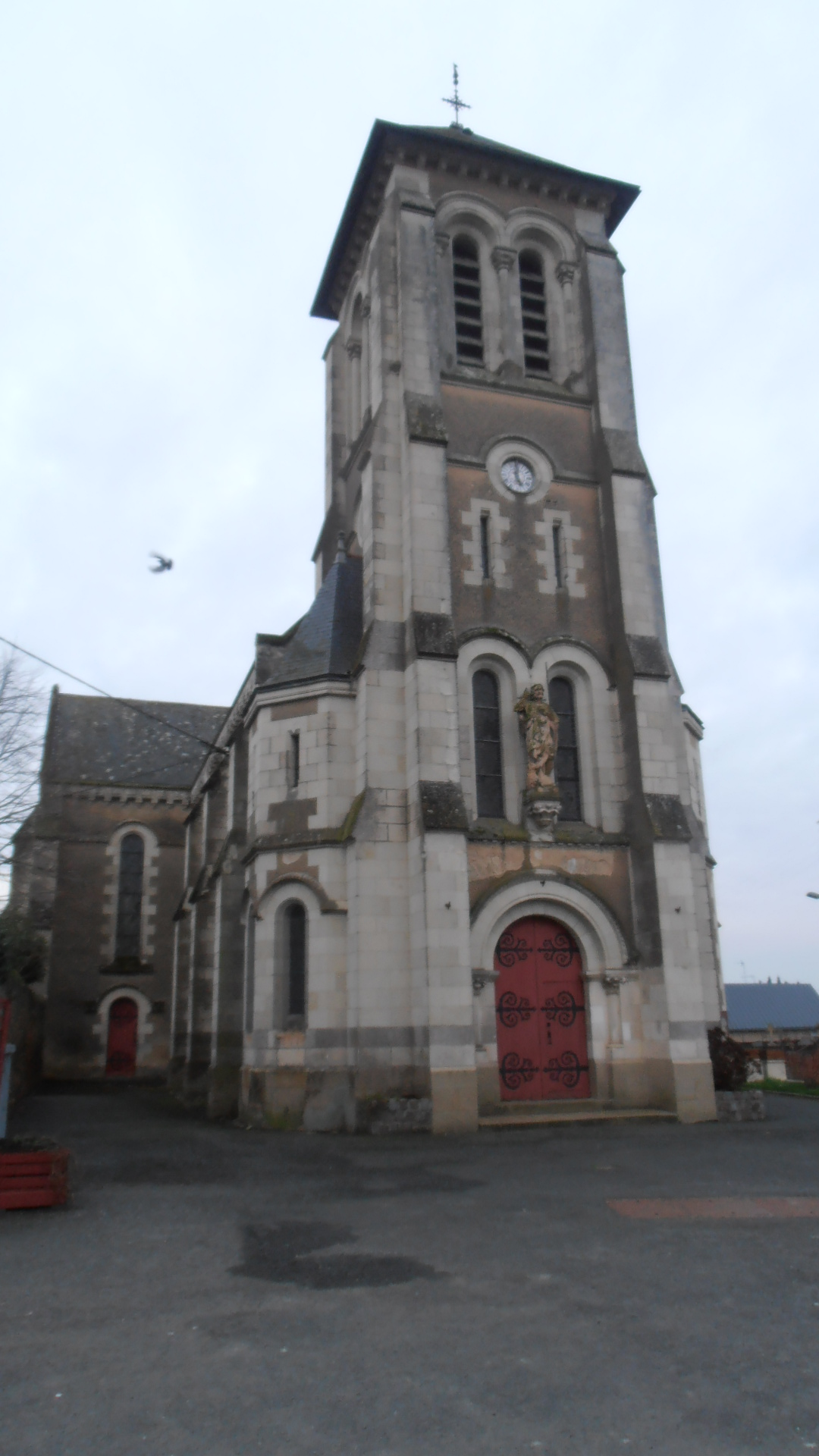
Kirche Saint-Jean-Baptiste
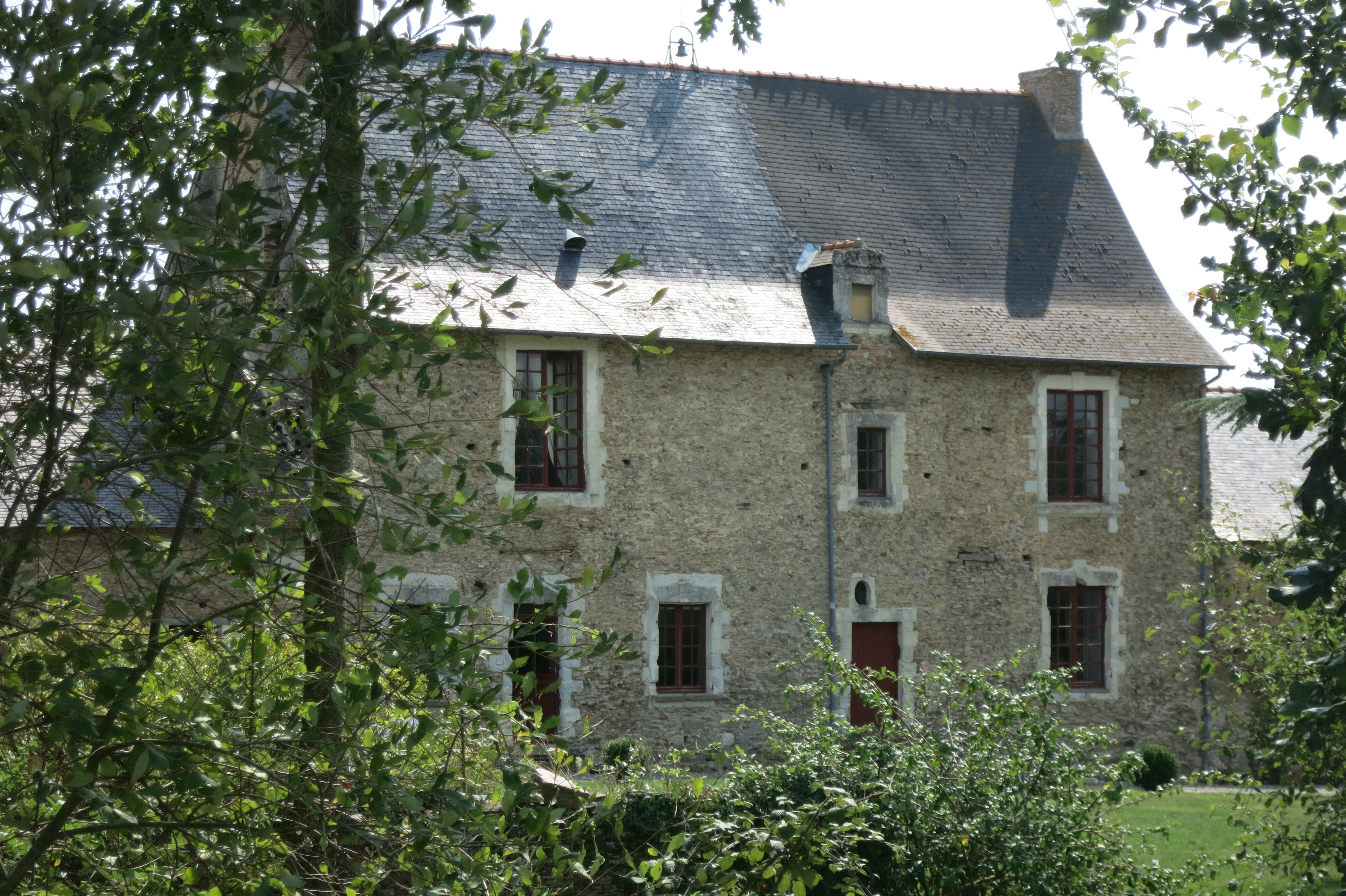
Herrenhaus Logis des Tuffades

## Belege
1. ↑  Ortsname auf cassini.ehess.fr
2. ↑  Sœurdres auf cassini.ehess.fr
3. ↑  Eintrag in der Base Mérimée des Kulturministeriums. Abgerufen am 19. März 2018 (französisch).